# Gößeberg

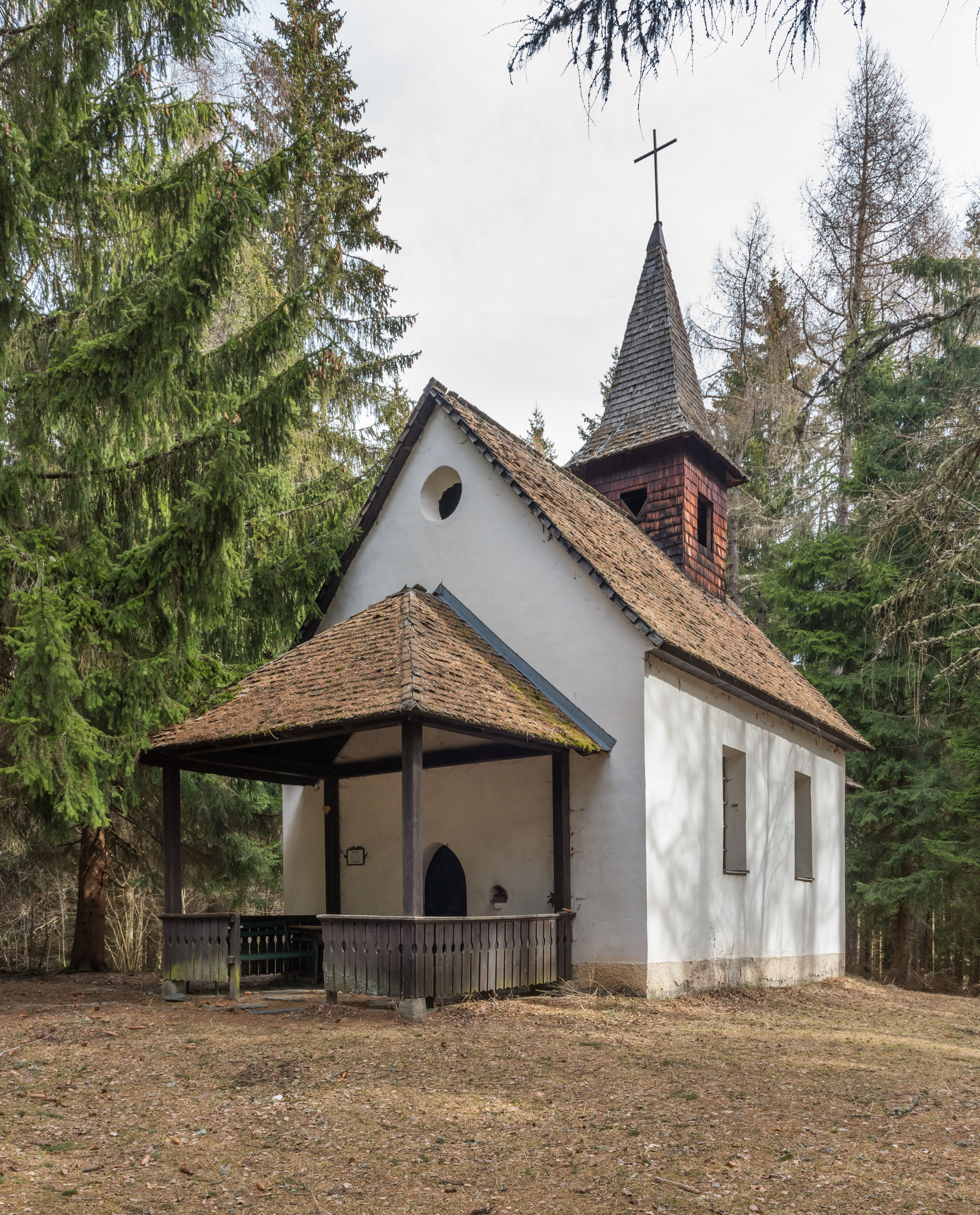
Veitsbergkirche

Gößeberg ist ein Ort in Kärnten, in Österreich. Durch den Ort verläuft die Grenze zwischen den Katastralgemeinden Liemberg und Sankt Urban, die gleichzeitig die Grenze zwischen den politischen Gemeinden Liebenfels und Sankt Urban sowie zwischen den Bezirken Sankt Veit an der Glan und Feldkirchen ist. Dadurch zerfällt der Ort in zwei Ortschaften: die Ortschaft Gößeberg in der Gemeinde Liebenfels hat 9 Einwohner (Stand 1. Jänner 2024), die Ortschaft Gößeberg in der Gemeinde St. Urban hat 6 Einwohner (Stand 1. Jänner 2024). Somit verfügt der Ort insgesamt über 15 Einwohner.

## Lage

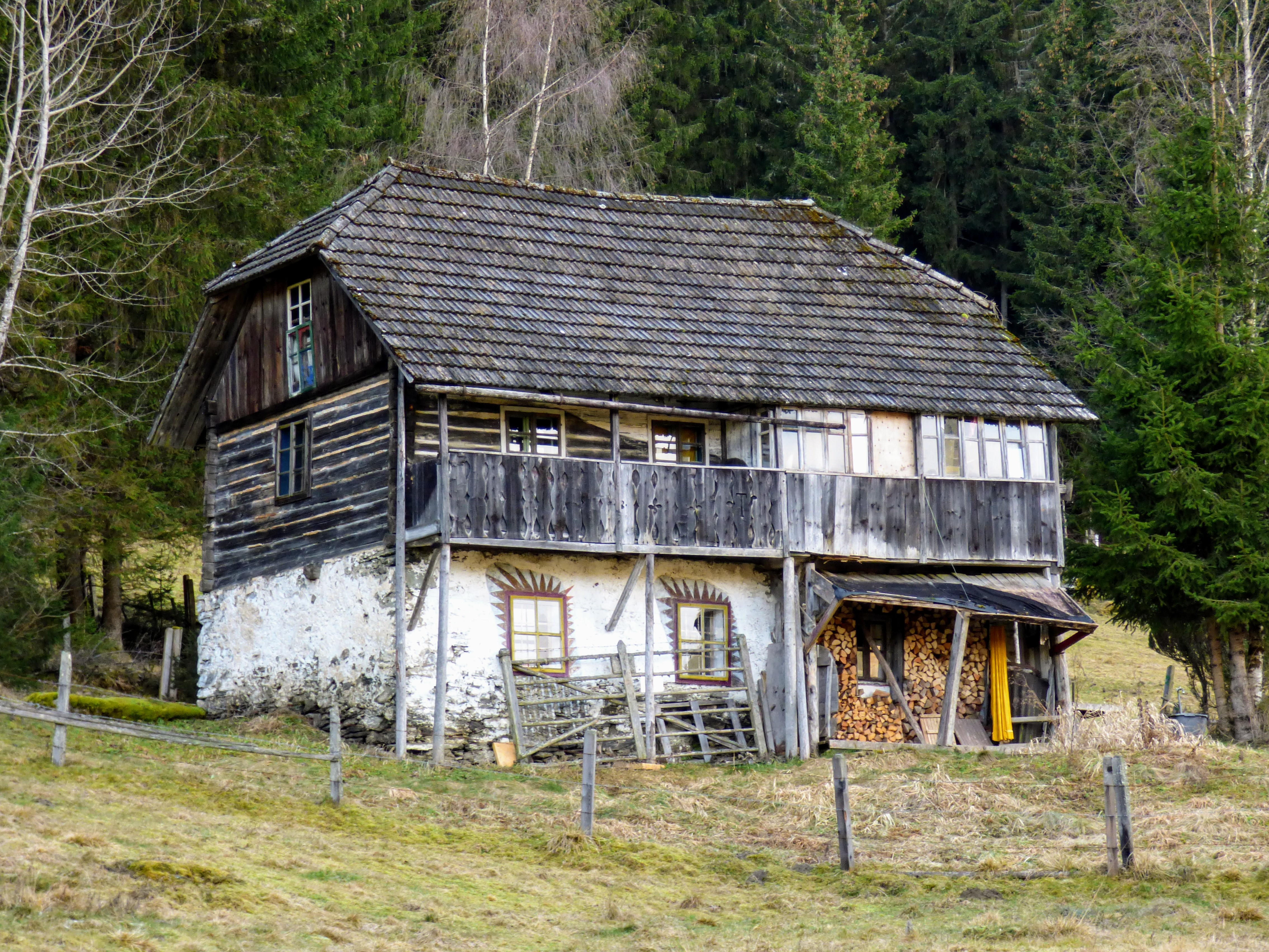
Gößeberg Nr. 6

Der Ort liegt in den Wimitzer Bergen, an den Hängen des Gößebergs bzw. Veitsbergs. Durch den Ort verläuft eine Katastralgemeindegrenze: der westliche Teil des Orts liegt auf dem Gebiet der Katastralgemeinde Sankt Urban, der östliche Teil des Orts auf dem Gebiet der Katastralgemeinde Liemberg.

## Geschichte
Der Ort wurde 958 erwähnt als Coziach, was sich von slowenisch kozjak (= Geißberg) ableitet. Im 17. und 18. Jahrhundert lebten hier zahlreiche arme Keuschler, seither kam es zu einer starken Absiedlung.
In der ersten Hälfte des 19. Jahrhunderts gehörte der damals zur Gänze in der Steuergemeinde Liemberg liegende Ort zum Steuerbezirk Liemberg. Bei Bildung der Ortsgemeinden im Zuge der Reformen nach der Revolution 1848/49 kam der Ort an die Gemeinde Liemberg. Durch die Fusion der Gemeinden Liemberg, Hardegg und Pulst kam der Ort 1958 an die neu entstandene Gemeinde Liebenfels.
Im Zuge der Gemeindestrukturreform 1973 wurde der südwestliche Teil des Ortes von der Gemeinde Liebenfels an die Gemeinde Sankt Urban abgetreten. Seither wird in beiden Gemeinden jeweils eine Ortschaft Gößeberg geführt.

## Bevölkerungsentwicklung des gesamten Orts
Für den Ort ermittelte man folgende Einwohnerzahlen:
- 1869: 18 Häuser, 92 Einwohner
- 1880: 17 Häuser, 73 Einwohner
- 1890: 18 Häuser, 84 Einwohner
- 1910: 17 Häuser, 69 Einwohner
- 1923: 15 Häuser, 84 Einwohner
- 1961: 4 Häuser, 29 Einwohner
- 2001: 9 Gebäude, 19 Einwohner
- 2011: 7 Gebäude, 14 Einwohner
- 2021: 5 Gebäude, 10 Einwohner, 3 Haushalte, 2 Arbeitsstätten

## Ortschaft Gößeberg (Gemeinde Liebenfels)

### Lage
Die Ortschaft umfasst die Höfe Valtl (Haus Nr. 3) und Fercher (Haus Nr. 4) am nördlichen Abhang des Gößebergs, Zacher (Haus Nr. 6) am Rand des Freundsamer Mooses, Steinbauer (Haus Nr. 13) knapp außerhalb von Liemberg und Lugstuber (Haus Nr. 16) südöstlich unterhalb des Veitsbergs.

### Bevölkerungsentwicklung
Für die Ortschaft (vor 1973 einschließlich der heute zur Gemeinde Sankt Urban gehörenden Gebäude; seither nur mehr im heutigen Umfang der Ortschaft) zählte man folgende Einwohnerzahlen:
- 1869: 18 Häuser, 92 Einwohner[4]
- 1880: 17 Häuser, 73 Einwohner[5]
- 1890: 18 Häuser, 84 Einwohner[6]
- 1900: 18 Häuser, 82 Einwohner[7]
- 1910: 17 Häuser, 69 Einwohner[8]
- 1923: 15 Häuser, 84 Einwohner[9]
- 1934: 84 Einwohner[10]
- 1961: 4 Häuser, 29 Einwohner[11]
- 2001: 6 Gebäude (davon 2 mit Hauptwohnsitz) mit 6 Wohnungen; 9 Einwohner und 1 Nebenwohnsitzfall; 3 Haushalte; 0 Arbeitsstätten, 1 land- und forstwirtschaftlicher Betrieb[12]
- 2011: 6 Gebäude, 8 Einwohner, 3 Haushalte, 0 Arbeitsstätten[13]
- 2021: 4 Gebäude, 6 Einwohner, 2 Haushalte, 1 Arbeitsstätte[14]

## Ortschaft Gößeberg (Gemeinde Sankt Urban)

### Lage
Die Ortschaft liegt am südwestlichen Abhang des Gößebergs bzw. Veitsbergs. Sie umfasst den Hof Rottsteiner (Haus Nr. 1).

### Bevölkerungsentwicklung
Für die Ortschaft zählte man folgende Einwohnerzahlen:
- 2001: 3 Gebäude, 10 Einwohner, 0 Arbeitsstätten, 1 land- und forstwirtschaftlicher Betrieb[12]
- 2011: 1 Gebäude, 6 Einwohner, 1 Haushalt, 0 Arbeitsstätten[13]
- 2021: 1 Gebäude, 4 Einwohner, 1 Haushalt, 1 Arbeitsstätte[15]